# Erdeniin Bat-Üül
 (mai 2025).
Erdeniin Bat-Üül (mongol : Эрдэнийн Бат-Үүл, né le 1er juillet 1957 à Oulan-Bator est un homme politique mongol, membre du Parti démocrate, maire d'Oulan-Bator de 2012 à 2016. Il est remplacé par Sükhbaataryn Batbold.